# Tina Jolas
Pour les articles homonymes, voir Jolas.
Marie Christine Georgia Jolas, dite Tina Jolas, née le 10 juin 1929 à Bar-sur-Aube et morte le 4 septembre 1999 à Vaison-la-Romaine, est une traductrice et ethnologue française.

## Biographie
Fille cadette de l'écrivain américain Eugene Jolas et de son épouse, la traductrice Maria McDonald, elle  s'est établie aux États-Unis, avec ses parents, de 1940 à 1946. Elle est la sœur de la compositrice Betsy Jolas. Elle fut l'épouse du poète André du Bouchet puis la compagne de René Char.

## Ouvrages
- terrain, revue d'ethnologie de l'Europe
- « Les pierres aux oiseaux », in Les hommes et le milieu naturel, no 6, mars 1986, p. 19-24
- Tina Jolas, Marie-Claude Pingaud, Yvonne Verdier, Françoise Zonabend, Une campagne voisine : Minot, un village bourguignon, Paris, Éditions de la Maison des sciences de l'homme, coll. « Ethnologie de la France », 1990, 454 p.  (ISBN 978-2-7351-0421-5)
- « Journal d'un paysan de Creuse », in Miroirs du colonialisme, no 28, mars 1997, p. 153-164

### Traductions
Parmi les traductions de Tina Jolas, en sus de plusieurs titres de Tolkien, parus chez Christian Bourgois, voici quelques autres exemples de son travail :
- Robin Fox, Anthropologie de la parenté : une analyse de la consanguinité et de l'alliance, Paris, Éditions Gallimard, 1967
- Marshall David Sahlins, Âge de pierre, âge d'abondance, l'économie des sociétés primitives, Paris, Éditions Gallimard, 1978

De 1975 à 1981 René Char et Tina Jolas ont travaillé ensemble pour traduire et composer :
- La Planche de vivre, anthologie de poèmes parus en mai 1981 chez Gallimard. On y trouve des traductions de Raimbaut de Vaqueiras, Pétrarque, Lope de Vega, Shakespeare, Blake, Shelley, Keats, Emily Brontë, Emily Dickinson, Tioutchev, Goumilev, Akhmatova, Pasternak, Mandelstam, Maïakovski, Marina Tsvetaieva et Miguel Hernandez

Édition de poche chez Folio-Gallimard depuis 1995
- Bronislaw Malinowski, Journal d'ethnographe, Paris, Éditions du Seuil, 1985
- Paul Rabinow, Un ethnologue au Maroc : réflexions sur une enquête de terrain, Paris, Éditions Hachette, 1988
- Sandra Ott, Le cercle des montagnes : une communauté pastorale basque, Éditions du CTHS, 1993
- Bernard Lewis, Le retour de l'islam, Paris, Éditions Gallimard, 1993
- Peter Gay, Freud, une vie, Paris, Éditions Hachette, 1995